# Lemone Lampley
Lemone Morrett Lampley (Chicago, Illinois, 9 de maig de 1964) és un exjugador de bàsquet nord-americà. Amb 2.08 d'alçada, jugava en la posició de pivot.

## Carrera esportiva
Va jugar a l'NCAA amb l'equip de la Universitat DePaul fins a l'any 1986. La temporada següent se'n va anar a la lliga italiana, a jugar amb el Sebastiani Rieti. L'any següent va començar el seu pas per equips de la lliga espanyola, jugant al CAI Zaragoza (87-88), al Tenerife Nº1 (88-89) i al Joventut de Badalona (89-90), amb qui va aconseguir el seu millor èxit esportiu en guanyar la Copa Korac. En el seu pas per la Lliga ACB Lampley va disputar un total de 120 partits, amb una mitjana de 19 punts, 7,6 rebots i 2,1 taps en 36 minuts en pista. El 1990 va tornar a Itàlia, on s'hi va estar fins al 1994, any en què va fitxar pel PAOK Salónica de la lliga grega, on es va retirar.